# Fourgon (chemin de fer)
Pour les articles homonymes, voir Fourgon.

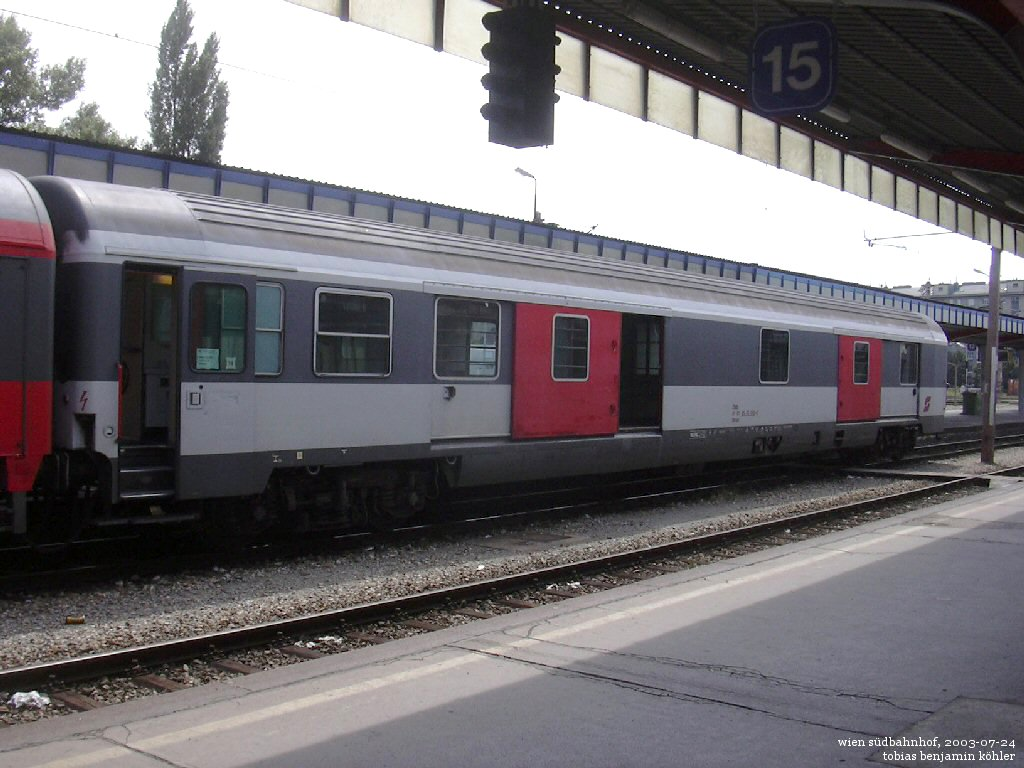
Fourgon à bagages Dmsz des ÖBB.

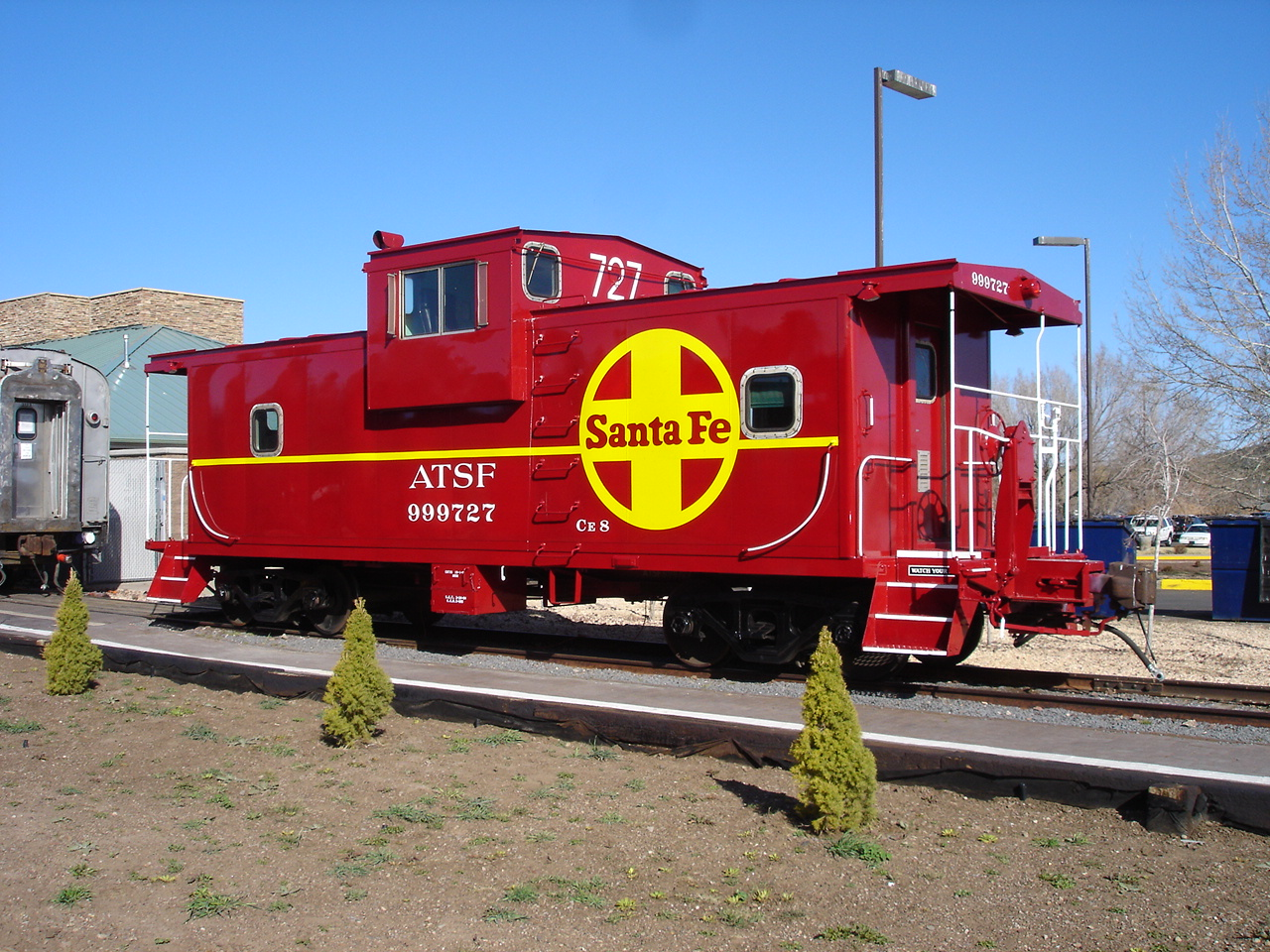
Cambuse ATSF 999727 exposée à la gare de Williams, Arizona, États-Unis.

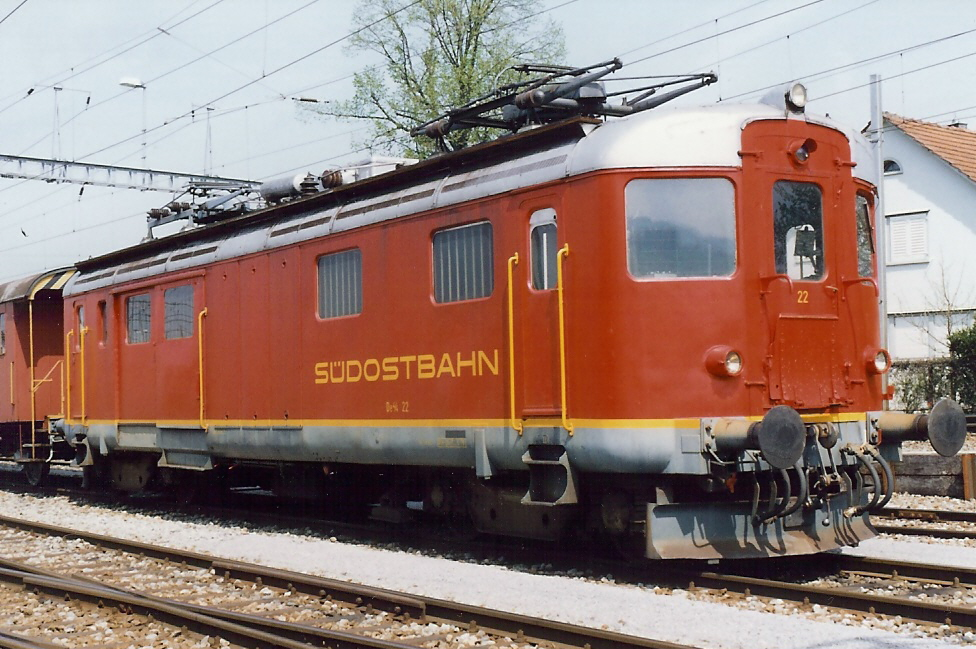
Locomotive ex CFF RFe 4/4 avec partie fourgon.

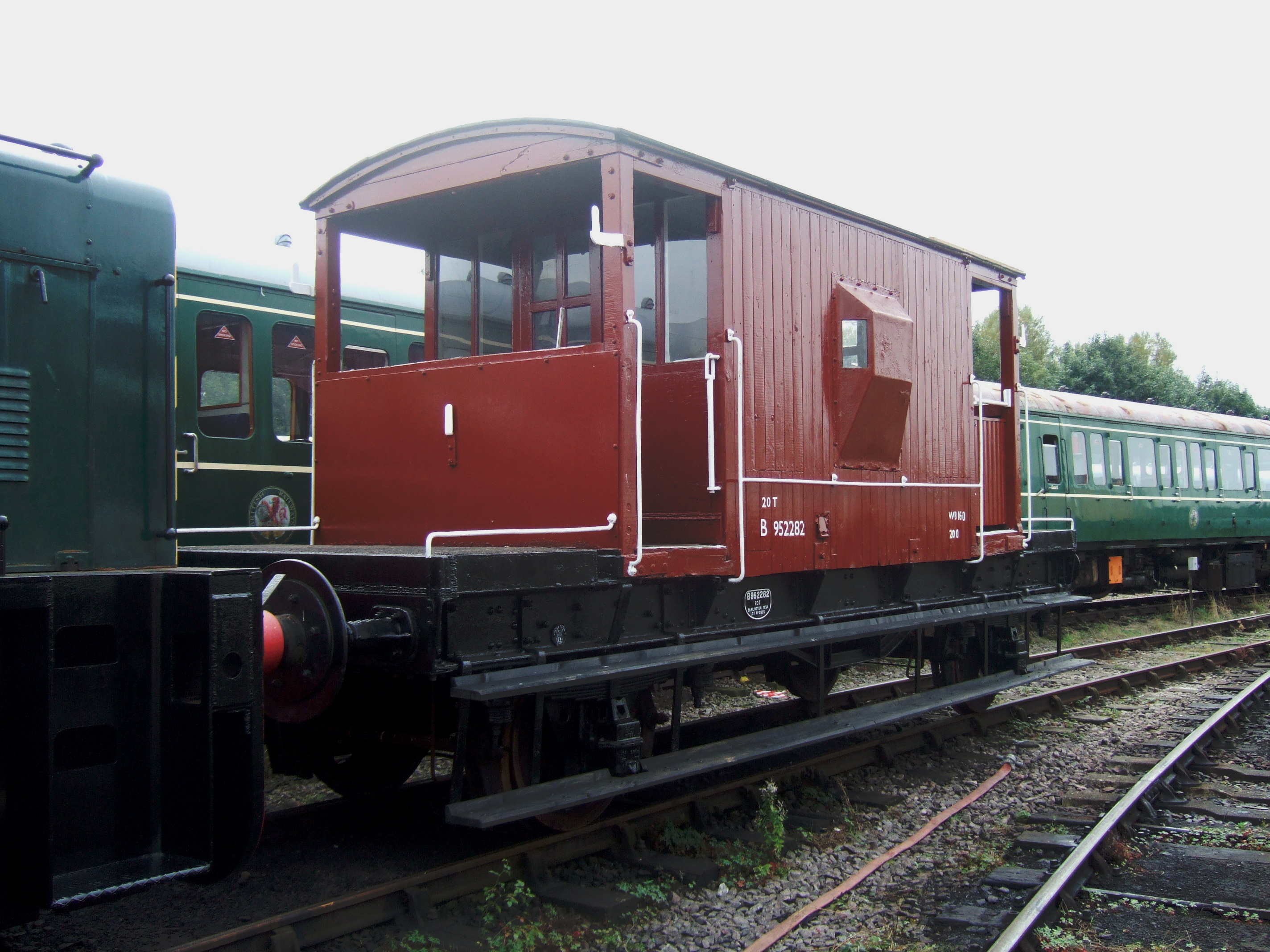
Fourgon-frein des British Railways.

Le fourgon du chemin de fer est un véhicule d'accompagnement des trains. On en distingue différents types.

## Les fourgons standards

### Le fourgon pour trains de voyageur
Le fourgon à bagages est une voiture de chemin de fer servant au transport des bagages des voyageurs ou du courrier. Il peut être soit un véhicule à part entière, soit occuper une partie d'une voiture voyageurs. On parle alors de semi-fourgon ou de voiture mixte fourgon-passagers.
Il peut également occuper une partie d'une locomotive ou d'une automotrice. Dans le premier cas, si l'emprise du fourgon est importante, on parlera alors de fourgon automoteur (ex.: Deh 4/4 du MGB).

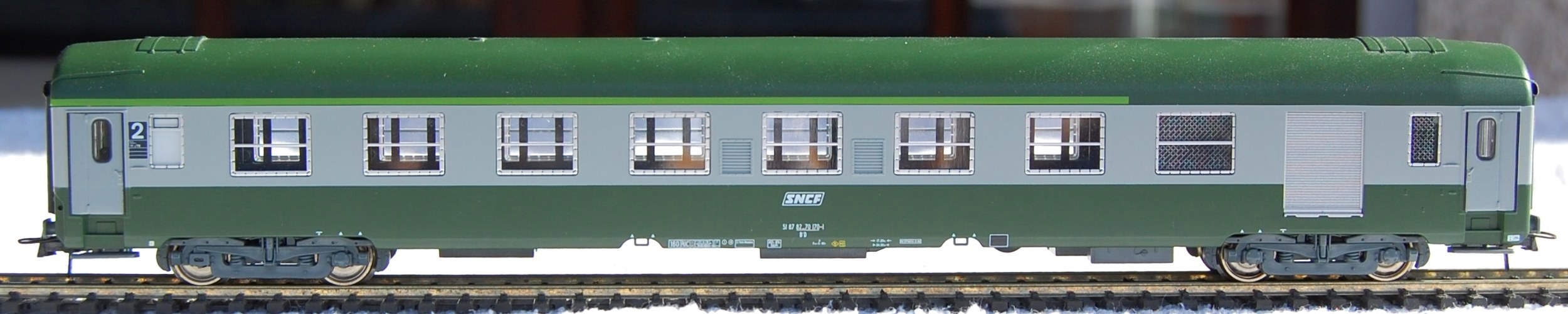
Voiture UIC-Y SNCF mixte fourgon 2e classe de type B7D.

### Le fourgon pour trains de marchandises
Le fourgon-frein est un wagon servant au logement de l'agent d'accompagnement des trains de marchandises.
Aux États-Unis le cambuse (caboose en anglais), servait surtout à assurer la surveillance du convoi contre les attaques de pillards ou les problèmes techniques tels que des ruptures d'attelage.

## Utilisation

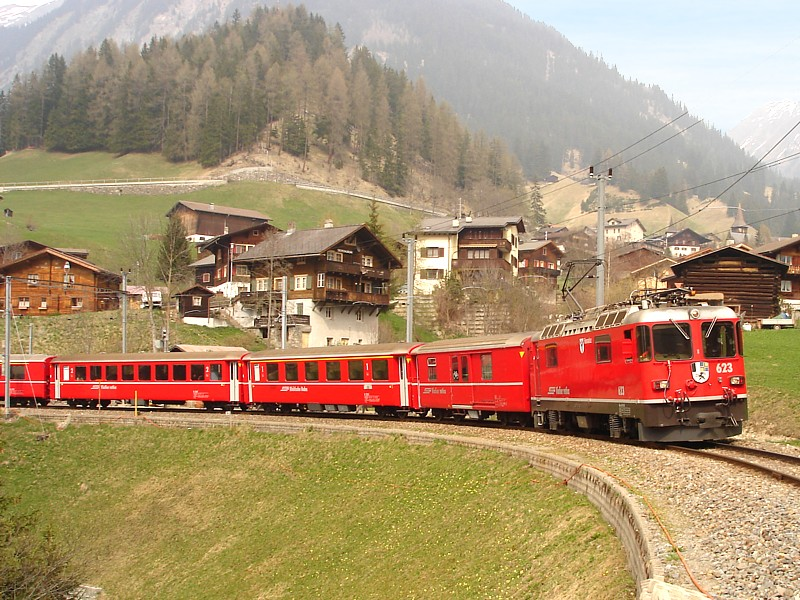
Fourgon du RhB, situé juste derrière la locomotive.

À l'époque des trains à vapeur et des voitures en bois, ces deux types de fourgon avaient aussi un rôle d'amortisseur entre les machines lourdes et le reste du train en cas de collision.
Longtemps les valises des voyageurs étaient transportées dans des fourgons à bagages, généralement disposés en bout de rame. Ce service nécessitant la collecte et la remise des bagages avait une certaine lourdeur. De nos jours les voitures de chemin de fer disposent d'espaces dédiés aux bagages encombrants comme les valises ou les vélos et les fourgons pour trains de voyageurs ont disparu. Certains sont regroupés en rame d'essais pour les locomotives (exemple avec les MC 76). Il est ainsi possible de voir une telle rame d'ex-fourgons en gare de Belfort pour les essais des machines sortant de l'entreprise Alstom. De même les fourgons pour trains de marchandises n'ont pas survécu à la disparition des trains de desserte locale. Ces trains, appelés collecteurs, étaient chargés de récupérer les wagons de trafic isolés le long d'une ligne pour les amener dans une grande gare ou une gare de triage. La présence d'un agent pour récupérer les papiers et signer les registres était requise ; et c’est le fourgon qui lui servait de bureau.

## Les fourgons spéciaux

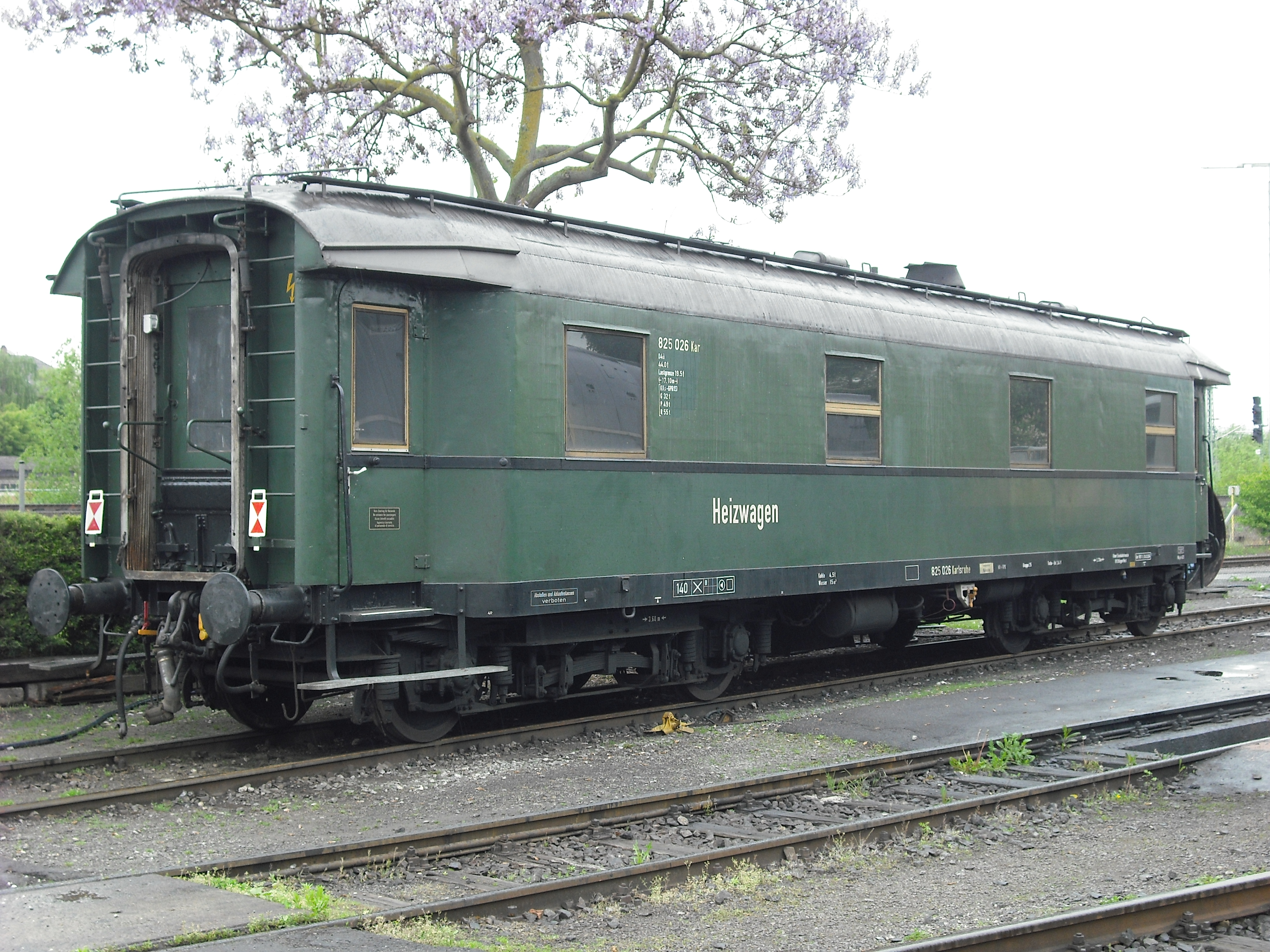
Fourgon-chaudière ex DR.

### Les fourgons-chaudière
Les fourgons-chaudière sont apparus avec l'arrivée des locomotives électriques et diesel, à l'époque incapables de chauffer les voitures dont les radiateurs étaient alimentés par de la vapeur produite par les locomotives à vapeur. Ces fourgons disparaîtront avec la généralisation des radiateurs électriques et de machines Diesel suffisamment puissantes pour consacrer une partie de l'énergie produite au chauffage des trains ainsi que de l'insensibilité des circuits de voie au retour par le rail du courant de conditionnement des rames.
Certains fourgons-chaudières sont préservés, notamment par l'association qui gère la 141 R 1199 de Nantes, ou l'association de la 141 R 1126 de Toulouse pour assurer le préchauffage du fioul lourd du tender nécessaire à la mise en chauffe de la locomotive.

### Les fourgons-générateurs

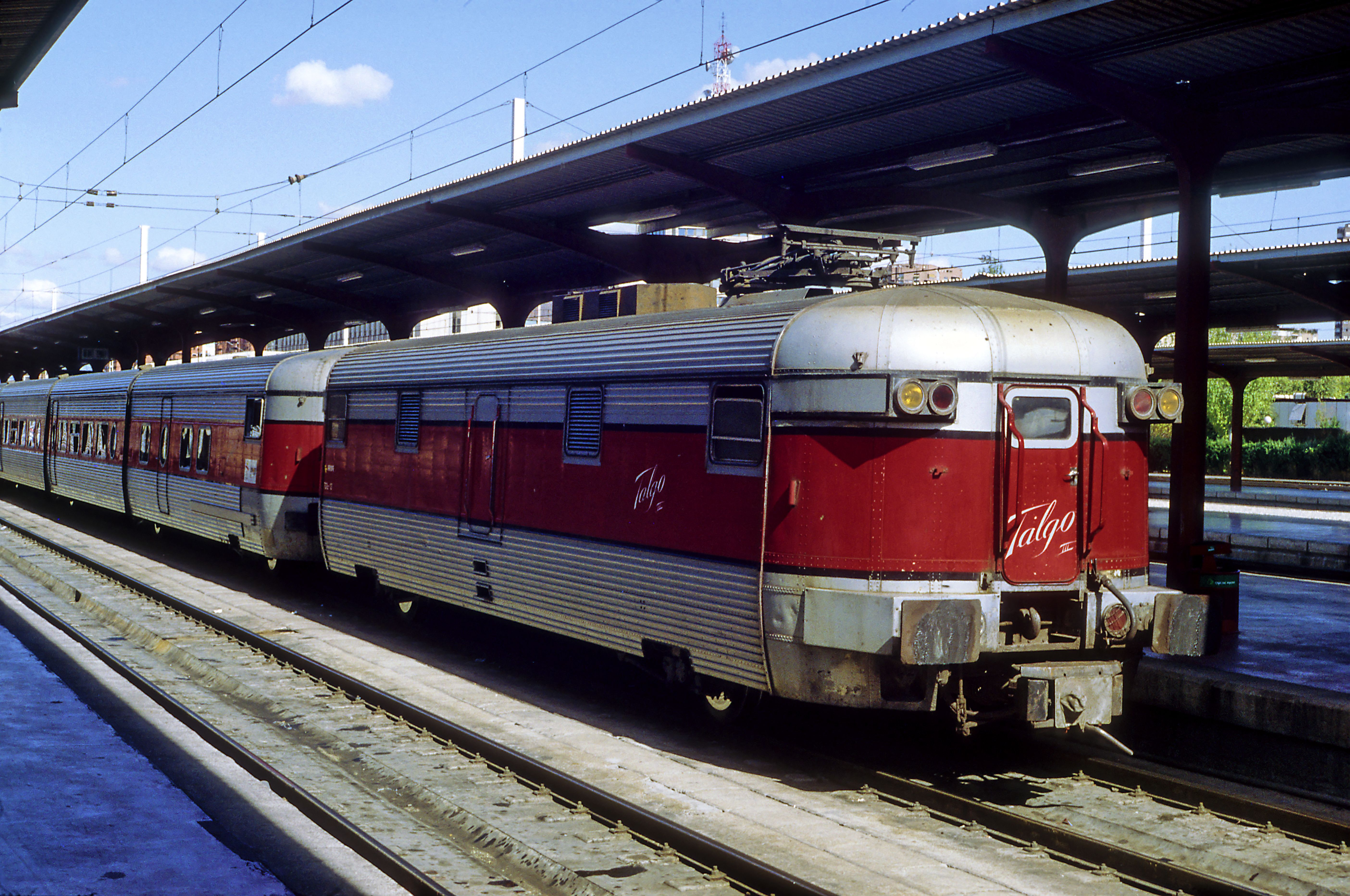
Fourgon-générateur Talgo.

La plupart des fourgons-chaudières seront transformés en fourgons générateurs avec l'installation d'un groupe électrogène de forte puissance destinés à alimenter les voitures en électricité pour le chauffage ou l'éclairage.
Ainsi par exemple, à la SNCF, le Dx 455, qui était un élément de secours pour les voitures TEE PBA, Mistral 69 et Grand Confort. Le groupe électrogène étant identique à ceux installés dans les voitures TEE mixtes fourgon et voyageurs. La puissance du générateur était phénoménale : 580 kVA, pour un cosinus(phi) de 0,9 délivrant 660 V triphasé (en couplage étoile) et 380 V triphasé, sans neutre (en couplage triangle). Ce véhicule a été radié, ainsi que les autres Dx, en 1987 avec la fin des TEE, les autres fourgons générateurs mixtes suffisaient amplement (la partie voyageurs a été, du même coup, considérée comme 2e classe). Sur les voitures SNCF, la ligne de train (pour ces voitures climatisées), était de 660 volts pour les GC et de 600 volts pour les PBA ou Mistral 69, produits par l'alternateur triphasé du fourgon-générateur.
Le principe du fourgon générateur est utilisé par les chemins de fer marocains (ONCF), car toutes les voitures de voyageurs, de type Corail, sont climatisées.
La SNCB avait également transformé des fourgons anciens (construits vers 1935) en fourgons générateurs produisant du 3 000 V continu, grâce à un alternateur triphasé ainsi qu'un redresseur triphasé-continu. Ce véhicule permettait d'alimenter des voitures climatisées RIC, tractées par une locomotive n'ayant pas de prise haute tension pour le chauffage.
Les FS et la RENFE, possèdent également, des fourgons générateurs produisant du 3 000 V continu.
En Allemagne, un transporteur ferroviaire de voyageurs a transformé un petit wagon à essieux en wagon générateur (Energie Wagen) ; il délivre une tension de 1 000 V alternatif à basse fréquence. Il a servi à alimenter en énergie des voitures climatisées ultra-modernes de la DB, tractées par une locomotive à vapeur, dans le nord de l'Allemagne.

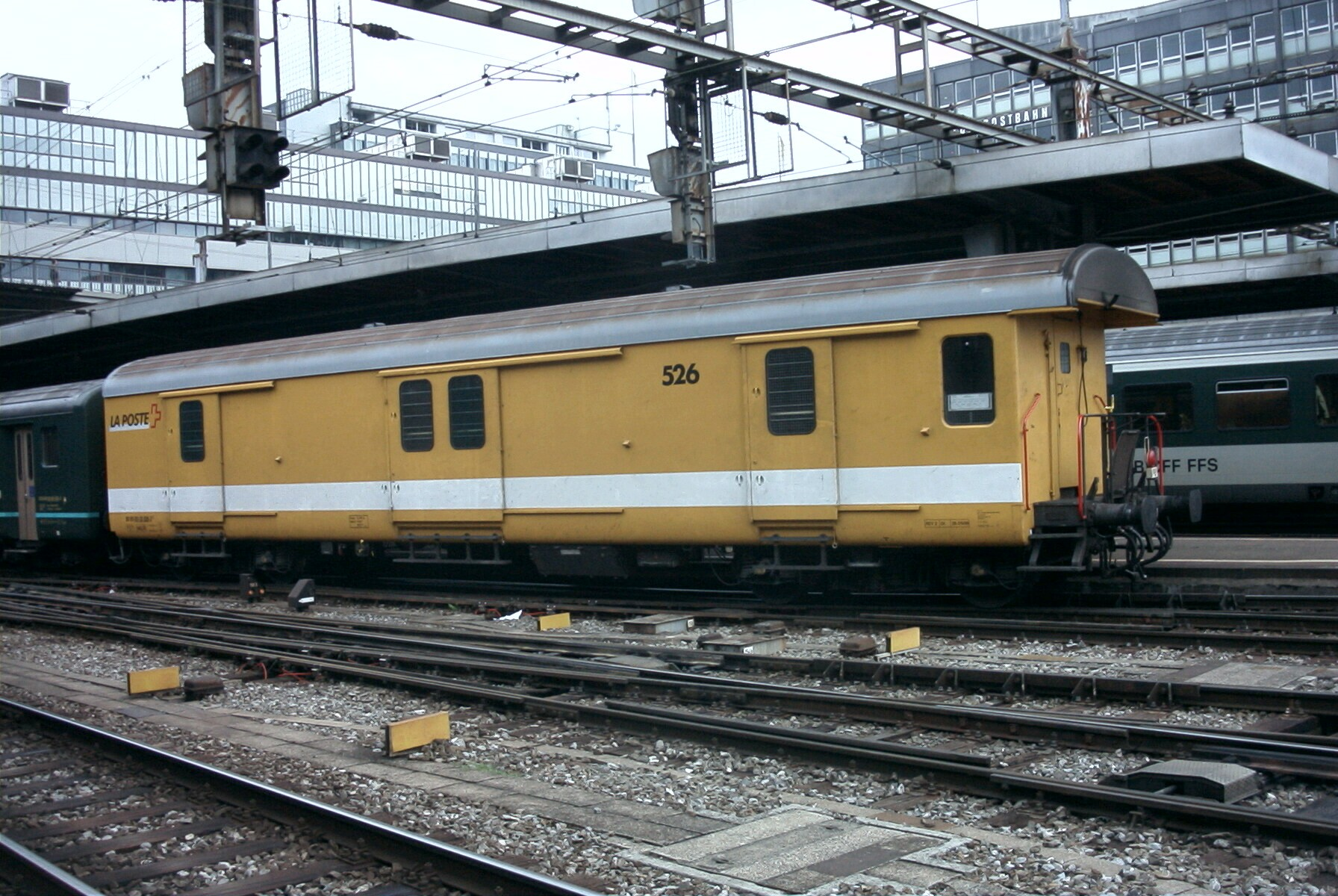
Fourgon postal suisse.

### Les fourgons postaux
Les fourgons postaux sont des véhicules d'accompagnement des trains de passagers, servant à l'acheminement du courrier.
En France, on distingue deux types de véhicules : les bureaux ambulants, ou simplement « ambulants », destinés au transport et au tri du courrier, et les allèges postales destinées simplement au transport des dépêches. Suivant les besoins et les époques, certains ambulants ont été transformés en allèges ou en wagons-poste mixtes.

### Les fourgons porte-automobiles

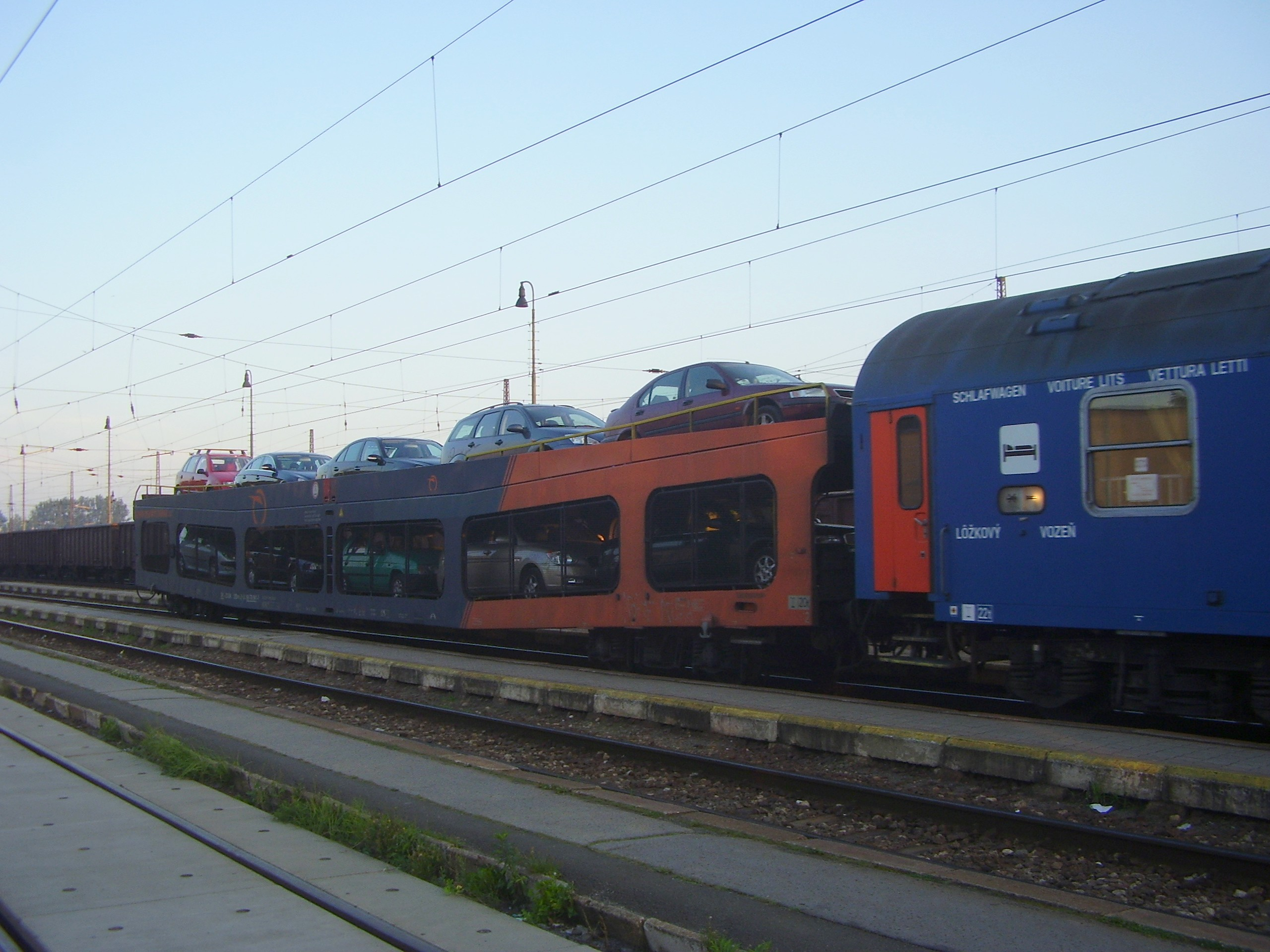
Fourgon porte-autos des ŽSSK.

Les fourgons porte-autos sont constitués de wagons aptes à une grande vitesse et entrant dans les compositions TAC (Trains auto-couchettes).

## Modélisme
Les fourgons SNCF suivants ont été reproduits en modélisme :
- MC76 Roco dans les 2 livrées
- CIWL par Rivarossi, Jouef, Arnold et RMA
- M / Uk par LS Models et Jouef
- D par Makette
- OCEM 1930 par REE (et annoncé chez LS Models)
- chaudières par Jouef
- Nord par AMF87 et MMMRG
- métallisés PLM 3 essieux[3] par RMA
- type 36 par Jouef
- générateur Dsmyfi par VB et LS Models
- Dd2 par RMA
- postal par Jouef et LS Models
- A2Dtux (matériel TEE PBA) par Jouef, Lima (gamme jouet) et plus récemment, par Marklin/Trix (gamme modélisme)
- A4Dtux (matériel TEE Mistral 69) par Lima et GéGé (gamme jouet) et plus récemment, par LSM et Hornby (gamme modélisme)